# Zach Cregger
Zachary Michael "Zach" Cregger (Condado de Arlington, Virginia, 1 de marzo de 1981) es un actor, escritor, director y productor (de cine y televisión) estadounidense, conocido por ser miembro del grupo teatral y protagonista del programa de televisión, The Whitest Kids U' Know. También protagonizó la película Miss March, que guionizó y dirigió con su amigo de WKUK, Trevor Moore.

## Biografía
Zach Cregger nació y creció en Arlington, Virginia. Participó de varios grupos de música antes de mudarse a Brooklyn, New York, donde unió fuerzas con Moore y Sam Brown, para comenzar The Whitest Kids U' Know.
Cuando estaba en la escuela secundaria formó parte de un grupo de improvisación llamado The Nation of Improv. Ellos recorrieron diferentes auditorios de escuelas secundarias.
Conoció a Moore y a Sam Brown, mientras estudiaba en el SVA (School of Visual Arts). Ellos conocieron a Timmy Williams el 9/11, quien estaba en una habitación junto a los de ellos. Él se graduó de The School of Visual Art, con un BFA una especialización en cine.
Cregger y sus amigos formaron los WKUK, un grupo de comedia en el 2000, mientras todavía se encontraban en la universidad. Más tarde se les agregaría Darren Trumeter mientras filmaban una película independiente.
Cregger junto con el grupo ganaron éxito mientras realizaban presentaciones en la ciudad de Nueva York, como también en internet. Esto los llevó a recibir una invitación del Festival de Comedia Estadounidense de HBO en Aspen. El grupo ganó el premio al Mejor Grupo de Sketch y atrayendo a muchos ejecutivos de Hollywood.
Ellos tuvieron un programa que duró cinco temporadas en la cadena Fuse (primera temporada) e IFC (segunda a la quinta temporada).
Dirigió y escribió, junto a Trevor Moore, las películas de Miss March y The Civil War on Drugs, esta última trasmitida tanto en cine como al final de los capítulos de la quinta temporada de la serie.
Ha realizado giras con el grupo de WKUK, presentando shows en vivo. También ha participado de películas independientes.
Se unió al reparto de la sitcom de la NBC, Friends with Benefits, el cual comenzó el 5 de agosto de 2011.
También protagonizó la sitcom de la NBC, Guys with Kids, que comenzó en septiembre de 2012.

## Filmografía
| Año         | Título                           | Rol                          | Notas                                                               |
| ----------- | -------------------------------- | ---------------------------- | ------------------------------------------------------------------- |
| 1998        | Homicide: Life on the Street     | Dean Stamper                 | Serie de Televisión; Episodio: "Brotherly Love"                     |
| 2004        | The Lounge                       |                              | Serie de Televisión; Productor Asociado                             |
| 2004 – 2006 | Uncle Morty's Dub Shack          |                              | Serie de Televisión; Productor                                      |
| 2006        | Comedy Zen                       |                              | Serie de Televisión; Productor Asociado                             |
| 2007 – 2011 | The Whitest Kids U' Know         | Varios Roles                 | Serie de Televisión; Productor Ejecutivo, Actor, Escritor, Director |
| 2008        | College                          | Cooper                       |                                                                     |
| 2009        | Miss March                       | Eugene Bell                  | Codirector, Productor, Escritor                                     |
| 2011        | Heart Break                      | Drew Copeland                | Corto                                                               |
| 2011        | Friends with Benefits            | Aaron                        | Serie de Televisión                                                 |
| 2011        | The Civil War on Drugs           | Abraham Lincoln/Varios roles | Director, Productor, Escritor                                       |
| 2011        | The Death and Return of Superman | Green Lantern                | Corto                                                               |
| 2012 - 2013 | Guys with Kids                   | Nick                         | Serie de Televisión; Reparto principal                              |
| 2012        | Gay Dude                         | Greg                         |                                                                     |
| 2012        | The Bounceback                   | Jeff                         |                                                                     |
| 2016        | Wrecked                          | Owen                         | Serie de Televisión; Reparto principal                              |
| 2022        | Barbarian                        |                              | Director, Escritor                                                  |
| 2025        | Weapons                          |                              | Director, Escritor                                                  |